# When I Get Home
A When I Get Home egy dal, amelyet John Lennon írt (Lennon–McCartney szerzeményként jelölték meg), és a The Beatles angol rockegyüttes 1964. június 2-án, az A Hard Day's Night harmadik
stúdióalbumuk utolsó ülésnapján rögzítette. Első amerikai kiadása a Something New nagylemezen jelent meg.
A The Shirelles együttes hangzása hatással volt a When I Get Home számra, de tőlük szokatlan akkordmeneteket használt a The Beatles. Lennonnak tetszett ez a különleges trükk, és akkoriban sok dalában használta.
A The Beatles ezen időszakára is jellemző az énekes ugrása a falzett hangnemben.

## Rögzítése
Miután a When I Get Home 11 felvétel alatt elkészült, az együttes befejezte egy másik Lennon által írt dalnak, az Any Time At All felvételét, amelyen még aznap elkezdtek dolgozni. Ugyanezen az ülésen felvették Paul McCartney Things We Said Today című művét is.
1964. június 4-én készült egy monó keverés, bár ezt később lecserélték, amikor június 22-én új monó és sztereó keverést készítettek a dalhoz.

## Közreműködött
Ian MacDonald szerint, kivéve ahol említve van:
- John Lennon – ének, ritmusgitár
- Paul McCartney – vokál, basszusgitár, zongora[3]
- George Harrison – vokál, szólógitár
- Ringo Starr – dob

## Fordítás
Ez a szócikk részben vagy egészben  a   When I Get Home című angol Wikipédia-szócikk fordításán alapul.  Az eredeti cikk szerkesztőit annak laptörténete sorolja fel. Ez a jelzés csupán a megfogalmazás eredetét és a szerzői jogokat jelzi, nem szolgál a cikkben szereplő információk forrásmegjelöléseként.

## Külső hivatkozások
Allan W. Pollack megjegyzései a When I Get Home dalhoz